# Oczy inwertowane
Oczy inwertowane – typ oczu. Występują u płazińców wirkokształtnych (Turbellariomorpha). Tworzy je miseczka pigmentu oraz kilka komórek i ich fotoczułych mikrokosmków. Zanim światło dotrze do pigmentu, przechodzi najpierw przez nerwy i wrażliwe na światło komórki.